# Cavalcata selvaggia
Pour plus de détails, voir Fiche technique et Distribution.
Cavalcata selvaggia est un film d'aventure italien sorti en 1960, réalisé par Piero Pierotti.

## Synopsis
En 1870, Lorenzo, un bandit, tombe amoureux de Paola, la petite-fille du marquis de San Maura. Il l'a aperçue lors de l'attaque d'un carrosse par ses hommes.

## Fiche technique
- Titre original italien : Cavalcata selvaggia
- Genre : film d'aventure
- Réalisation : Piero Pierotti
- Scénario : Luciano Martino, Piero Pierotti
- Musique : Carlo Innocenzi
- Photographie : Augusto Tiezzi
- Production : Homar Films[2]
- Pays :  Italie
- Durée : 90 min
- Année de sortie : 1960

## Distribution
- Massimo Girotti : Lorenzo
- Franca Bettoia : Paola
- Livio Lorenzon : Marcacci
- Saro Urzì
- Anthony Steffen
- Wandisa Guida
- Irène Tunc
- Brunella Bovo
- Gianni Rizzo
- Marco Guglielmi
- Nerio Bernardi
- Francisco Rabal
- Ugo Sasso